# Franz-Josef Binder
Franz-Josef Binder, Ritter von Degenschild  (* 8. Juli 1908 in Marburg an der Drau; † 31. März 1960 in Salzburg) war ein österreichischer Motorradrennfahrer und Entwicklungsingenieur.

## Leben und Wirken
Franz-Josef Binder ging nach seiner Ausbildung zum Zahntechniker in die Niederlande. 1924 setzte er sein unterbrochenes Studium an der University of Birmingham fort. Von 1928 bis 1931 lebte er komplett in den Niederlanden. Um 1929 begann er als Amateur mit Motorradrennen. Die britische Marke Rudge wurde auf ihn aufmerksam und machte ihm das Angebot als Werksfahrer tätig zu werden. Regelmäßig nahm er nun an Bahn- und Sandbahnrennen teil. Nach Beendigung des Studiums 1934 war Binder vom 1. Dezember 1934 bis 31. Dezember 1935 Versuchsingenieur bei der englischen Motorradhersteller A.J.S. in Wolverhampton. Er entwickelte Renn- und Serienmotoren. Das gesamte Jahr 1936 arbeitete Binder für eine private Forschungsstelle für Motoren an den Rolls-Royce-Flugmotoren Merlin I und Merlin II. Von dieser Firma wurde auch ein 1500-cm³-Motor für den späteren ERA entwickelt. Zum 1. Januar 1939 wechselte er als Versuchsingenieur und Rennfahrer zu Velocette. Auf den Motorrädern des Herstellers aus Birmingham fuhr er alle seine großen Erfolge ein. Zusätzlich entwickelte er bei Velocette den 350-cm³-Rennmotor weiter und war mit der Neukonstruktion 500-cm³-Zweizylinder-Rennmaschine befasst.
Zu Beginn seiner Laufbahn startete Binder, da er ja in den Niederlanden lebte, mit einer niederländischen Rennlizenz. Je nach Nachschlagewerk wird er deshalb mal als Niederländer und mal als Österreicher geführt. Im Gesamtklassement der 350-cm³-Klasse der Motorrad-Europameisterschaft 1938 belegte Binder mit dritten Rängen bei der Dutch TT in Assen und beim Großen Preis von Italien in Monza den siebten Rang. Im Jahr darauf wurde er EM-Neunter bei den 350ern mit Rang drei hinter Walter Hamelehle (Moto Guzzi) und Ernie Thomas (Velocette) beim Großen Preis von Großdeutschland auf dem Sachsenring als bester Einzelplatzierung.
Mit Ausbruch des Zweiten Weltkrieges meldete sich Binder freiwillig zur Luftwaffe der Wehrmacht – zunächst als Ingenieur in der Fliegerausbildung und später als Pilot. Über seine Rolle im Krieg, bei dessen Ende er den Rang eines Majors bekleidete, ist relativ wenig bekannt. 1941 heiratete er. 1945 war er zunächst in seiner neuen Heimatstadt Salzburg auf Grund seiner Sprachkenntnis als Verbindungsoffizier zwischen den amerikanischen Besatzungstruppen und der Salzburger Regierung tätig. Zu dieser Zeit lernte er Helmut Krackowizer kennen, der Binders Velocette aus der Sowjetzone herausschmuggelte. Auf dieser trat Binder am 6. Oktober 1946 beim ersten österreichischen Nachkriegsrennen in Salzburg-Nonntal an. Am 6. Juli 1947 gewann er das (später so genannte) 1. Mai Rennen bei Salzburg-Liefering. Kurze Zeit nach diesem Sieg zog er sich aus dem Rennsport zurück und arbeitete in der Ölindustrie im Iran.
Ende 1959 kehrte Binder – zu dieser Zeit bereits todkrank – wieder nach Salzburg zurück, wo er Ende März 1960 an seinem Leiden verstarb. Sein Begräbnis fand am 4. April 1960 auf dem Salzburger Kommunalfriedhof statt.

## Probleme der Quellenlage
In einigen Quellen wird behauptet, zu Binders Erfolgen zähle ...unter anderem Sieger beim "Großen Preis von Finnland", Silber beim englischen Tourist Trophy sowie er sei holländischer Meister. Einen Meistertitel hat er in den Niederlanden jedoch vermutlich nie eingefahren. Bei der TT ging er dreimal auf Velocette in der Klasse Junior an den Start: 1937 und 1938 konnte er das Rennen nicht beenden und 1939 belegte er Platz 22, wurde also niemals Vize. Beim Großen Preis von Finnland findet er sich ebenfalls nicht in der Siegerliste – wahrscheinlich ist der Sieg beim Eläintarhanajo gemeint. Gegebenenfalls sind die Angaben zu seinen Erfolgen daher fehlerhaft und haben sich durch Abschrift von einem Artikel zum nächsten so erhalten.

## Familie
Der Urgroßvater Georg Heinrich Binder, ein österreichischer Obristwachtmeister beim Kolowratischen Infanterie-Regiment, führte seit 1747 den Titel Ritter von Degenschild. Binder war der Bruder der Burgschauspielerin Beatrix von Degenschild und ein Onkel des Regisseurs Michael Haneke.

## Siegesstatistik
(Auszug)
| Jahr | Klasse                       | Ergebnis | Rennen                                | Maschine  | Hubraumklasse |
| ---- | ---------------------------- | -------- | ------------------------------------- | --------- | ------------- |
| 1936 | Straßenrennen                | Platz 1  | 3. Lustenauer Straßenrundrennen       | Velocette | 350 cm³       |
| 1938 | Motorrad-Europameisterschaft | Platz 3  | XIV. Dutch TT                         | Velocette | 350 cm³       |
| 1938 | Motorrad-Europameisterschaft | Platz 3  | V. Großer Preis von Italien           | Velocette | 350 cm³       |
| 1939 | Motorrad-Europameisterschaft | Platz 3  | XII. Großer Preis von Großdeutschland | Velocette | 350 cm³       |
| 1939 | Helsinki                     | Platz 1  | Eläintarhanajo                        | Velocette | 350 cm³       |
| 1947 | Großer Preis von Österreich  | Platz 1  | Salzburg-Liefering                    | Velocette | 350 cm³       |